# Universidad de Houston-Downtown

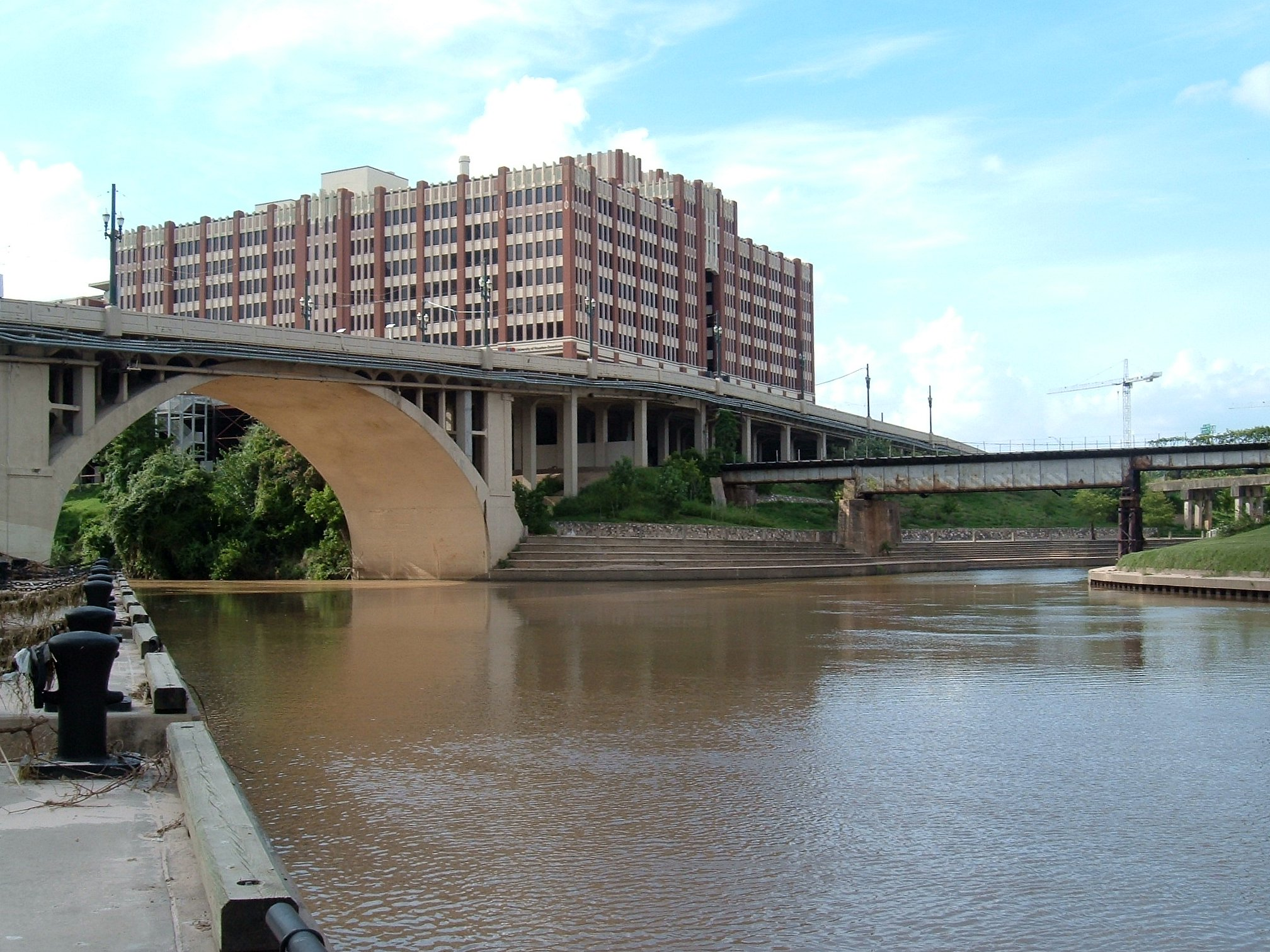
Edificio One Main de la UHD

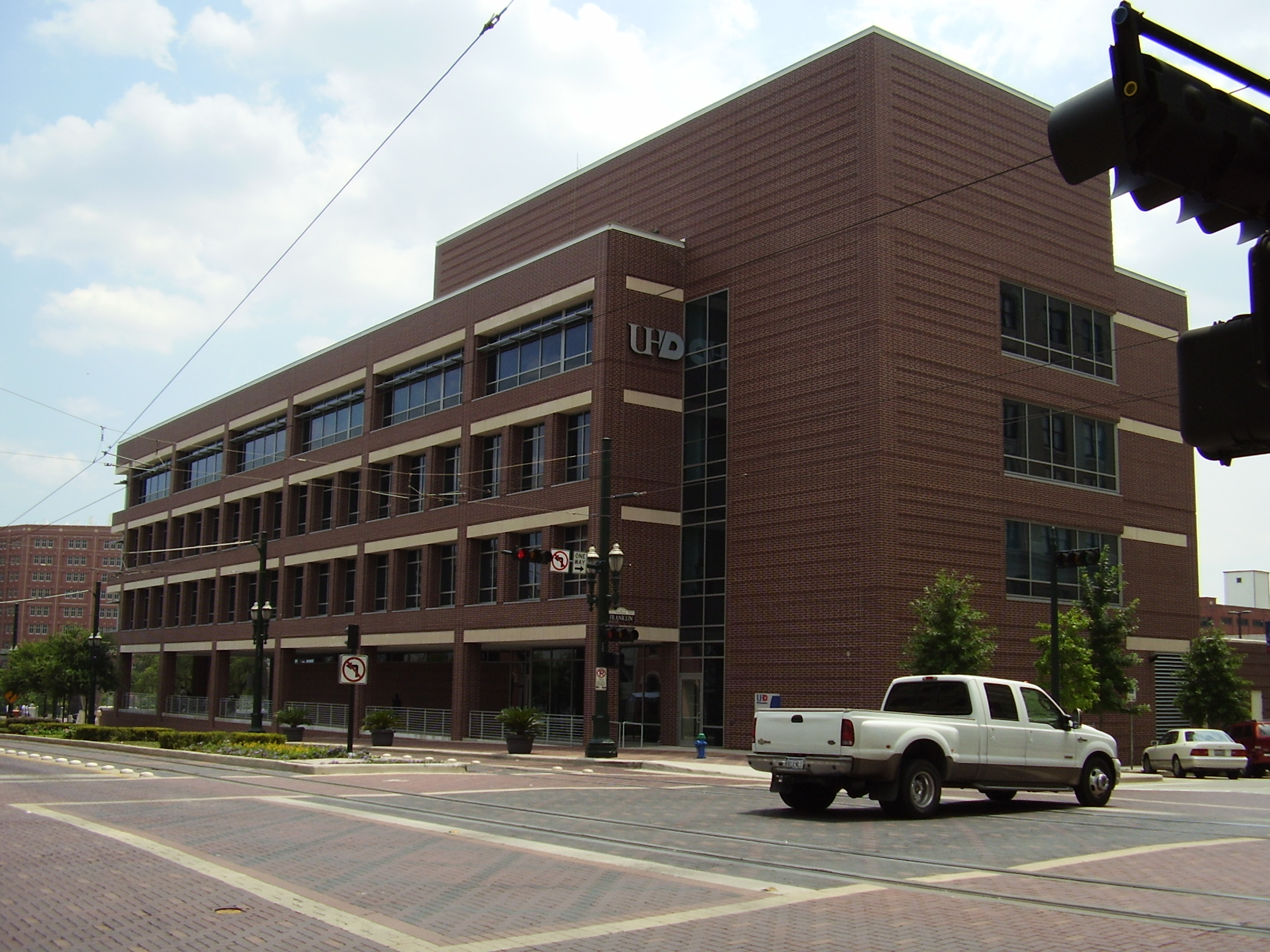
Edificio Commerce Street

La Universidad de Houston-Downtown (University of Houston-Downtown, también llamada UH–Downtown o UHD) es una universidad pública ubicada en Houston que pertenece al Sistema Universitario de Houston (Q). Con 12,283 estudiantes, es la segunda más grande del sistema. 

## Historia
El edificio principal fue construido con fines para fabrica. Después de una inundación la construcción se paró. Después de unos años South Texas Junior College se fundó en este edificio en el año 1967 y en 1974 la Universidad de Houston del Centro se estableció. En el año 2000, el estado de Texas le permitió a la universidad otorgar carreras de seis años, maestrías.

## Campus
Tres edificios son los que componen esta universidad. El cuerpo estudiantil es compuesto de una tercera parte hispano-americana, una cuarta parte blanca-americana, una cuarta parte negro-americana, y los restantes asiáticos, extranjeros, e indígenas. 

## Presidentes
- William V. Flores (2009- )
- Max Castillo (1992-2009)
- Manuel T. Pacheco (1988-1991)
- Alexander F. Schilt (1980-1987)
- J. Don Boney (1975-1979)